# Toninia subnitida
Toninia subnitida är en lavart som först beskrevs av Hellb., och fick sitt nu gällande namn av Hafellner & Türk. Toninia subnitida ingår i släktet Toninia och familjen Ramalinaceae.  Arten är reproducerande i Sverige. Inga underarter finns listade i Catalogue of Life.